# Joseph Wormstall
Joseph Wormstall (* 13. März 1829 in Arnsberg; † 12. November 1907 in Münster) war ein deutscher Lehrer, Altphilologe, Dichter und Schriftsteller.

## Leben
Im Jahre 1829 in Arnsberg geboren, besuchte Wormstall von 1840 bis 1848 das dortige Gymnasium Laurentianum. Danach studierte er an der Akademie in Münster Katholische Theologie. Während des Studiums machte er Bekanntschaft mit Friedrich Wilhelm Grimme, der dort u. a. ebenfalls Theologie studierte. Beide gehörten nach 1847 zur katholischen Studentenverbindung Sauerlandia Münster. 1853 machte Wormstall sein Lehrerexamen. Nach dem Probejahr am Gymnasium in Arnsberg und einem weiteren Semester als Hilfslehrer, war er zunächst zwei Jahre Hilfslehrer in Recklinghausen, dann zwei Jahre ordentlicher Lehrer in Dorsten.
Nach seiner Versetzung im Jahre 1858 an das Gymnasium Paulinum in Münster bekleidete er dort bis 1862 eine ordentliche Lehrerstelle. In Jena promovierte Wormstall 1864 zum Dr. phil.

## Veröffentlichungen
- Deutsches Deklamatorium. Ein poetisches Lesebuch für Mittel- und Oberklassen höherer Lehranstalten. Münster 1867.
- Ueber die Tungern und Bastarnen. Studien zur Germania des Tacitus. Münster 1868.
- Die Herkunft der Franken von Troja. Zur Lösung eines ethnographischen Problems. Münster 1869.
- Über die Wanderungen der Bataver nach den Niederlanden. Festschrift zum fünfzigjährigen Amtsjubiläum des Prof. Th. B. Welter. Münster: Regensberg 1872.
- Hesperiden. Zur Lösung des religiös-geschichtlichen Problems der alten Welt. Trier 1878.
- Über die Chamarer, Brukterer und Angrivarier, mit Rücksicht auf den Ursprung der Franken und Sachsen. Münster 1888.
- Die Wohnsitze der Marsen, Ansibarier und Chaituarier. Münster 1890.
- Annette von Droste-Hülshoff im Kreise ihrer Verwandten und Freunde. Münster 1897.
- Gedichte. Münster 1900.
- Thusnelda und Thumelikus. Münster 1902.
- Ethnographische Forschungen zur Geschichte Nordwestdeutschlands in der Römer-, Sachsen- und Frankenzeit. Münster 1901.
- Der Tempel der Tanfana. Ein altgermanisches Heiligtum in neuer Beleuchtung. Münster 1906.
- Aus dem Leben der Fürstin Amalia von Gallitzin. Münster o. J.